# Anton van Leeuwenhoek
Anton van Leeuwenhoek (født 24. oktober 1632, død 26. august 1723) var en hollandsk håndværker og videnskabsmand. Han er almindeligt kendt som "Mikrobiologiens fader" og anses for at være den første mikrobiolog.

Leeuwenhoek fødtes, voksede op og døde i Delft. Det første mikroskop var lavet i Middelburg i 1590. Han forbedrede det og håndbyggede mere end 200 mikroskoper af metal og meget fintslebne linser. Især var han begejstret over, hvad han opdagede, da han lagde en dråbe vand under mikroskopet. Han blev i 1680 medlem af Royal Society i London efter i 20 år at have sendt beskrivelser af sine opdagelser til selskabet. Han sendte beskrivelser af billeder, der var forstørret 275 gange, og han regnede ud, at der var flere livsformer i én dråbe søvand end der var indbyggere i Holland. Han var maleren Vermeer van Delfts eksekutor og desuden manufakturhandler. 